# 金園町九丁目駅
金園町九丁目駅（かなぞのちょうきゅうちょうめえき）は岐阜県岐阜市金園町10丁目にあった名古屋鉄道美濃町線の駅（停留場）である。美濃町線の廃止にともない、2005年4月1日に廃駅となった。

## 歴史
1911年に美濃町線が美濃電気軌道の路線として開業したのと同時に開設された。開業時の駅名は二軒屋駅（にけんやえき）であったが、1932年には薬専前駅（やくせんまええき）に改称している。美濃町線は1950年に起点が岐阜柳ヶ瀬駅から徹明町駅に移り、徹明町駅 - 梅林駅間の線路が移設された。これと同時に当駅は移転し、さらに駅名を薬大前駅（やくだいまええき）に改称した。金園町九丁目駅に改称したのは1965年のことで、同じ日には金園町駅が金園町四丁目駅に改称している。
- 1911年（明治44年）2月11日 - 美濃電気軌道の神田町駅（のちの岐阜柳ヶ瀬駅） - 上有知駅（のちの美濃駅）間の開通と同時に二軒屋駅として開業[3]。
- 1930年（昭和5年）8月20日 - 美濃電気軌道が名古屋鉄道（初代。同年中に名岐鉄道に改称し、1935年より名古屋鉄道に再改称）に合併。同社の美濃町線の駅となる[3]。
- 1932年（昭和7年） - 薬専前駅に改称[3]。
- 1950年（昭和25年）4月1日 - 薬大前駅に改称[3]。駅を移設[2]。
- 1965年（昭和40年）11月21日 - 金園町九丁目駅に改称[3]。
- 2005年（平成17年）4月1日 - 美濃町線の廃止に伴い廃駅となる[1]。

開業時の駅名の表記については『名古屋鉄道百年史』880頁により「二軒屋」としたが、開業を伝える当時の新聞記事や大正期の路線図では「二軒家」の表記も見られる。

## 駅構造
単式ホーム2面1線を持っていた。単線区間にあったが乗り場は方向別に分けられ、それぞれ交差点を挟んで千鳥式に配置されていた。安全地帯はなく、路面に緑色の表示があるのみであった。

### 配線図
| ← 徹明町方面 | 金園町九丁目駅 構内配線略図 | → 日野橋方面 |
| 凡例 出典:   |                             |              |

## 駅周辺
- 鶯谷トンネル

## 隣の駅
名古屋鉄道
美濃町線
梅林駅 - 金園町九丁目駅 - 競輪場前駅